# Ryota Yamagata
Ryota Yamagata, född den 10 juni 1992 i Hiroshima, är en japansk friidrottare.
Han tog OS-silver på 4 x 100 meter stafett i samband med de olympiska friidrottstävlingarna 2016 i Rio de Janeiro..